# Flash Gordon (альбом)
Flash Gordon (укр. «Флеш Гордон») — дев'ятий студійний альбом-саундтрек британського рок-гурту Queen, випущений 8 грудня 1980 року у Великій Британії компанією EMI Records і в лютому 1981 року в США компанією Elektra Records. Це один з трьох альбомів-саундтреків гурту, іншими фільмами, до яких була написана музика, стали «Горець» і «Богемна рапсодія». Альбом був саундтреком до науково-фантастичного фільму «Флеш Гордон», він містить лірику тільки у двох треках, інші треки інструментальні. «Flash'S Theme» став єдиним синглом альбому, випущеним під назвою «Flash». Альбом досяг 10 позиції в британських чартах і 23 позиції в США. 27 червня 2011 року у всьому світі вийшло перевидання альбому (за винятком США і Канади, де він вийшов 27 вересня 2011 року), в рамках 40-річчя заснування гурту. До перевидання входило EP, яке мітило треки пов'язані з альбомом.
На відміну від більшості саундтреків, у піснях альбому помітно використовується аудіо-озвучення з фільму. Було продано більше 3 мільйонів копій.

## Про альбом
У 1980 році Queen попросили написати і виконати музичну тему для фільму американського режисера Майка Ходжеса «Флеш Гордон». Фільм був новою екранною версію пригод героя науково-фантастичних коміксів 1930-х років Флеша Гордона з бюджетом у 22 мільйони доларів. Зрештою, гурт вигадав не тільки одну музичну тему, але й створив повнометражне музичне озвучення, яке стало основою для студійного альбому Flash Gordon.
Робота над записом альбому тривала з лютого по березень і з жовтня по листопад 1980 року у студіях The Town House і Advision. 24 листопада 1980 року вийшов сингл з основною музичною темою альбому «Flash», який посів 10 позицію у британському чарті. Альбом вийшов 8 грудня, якраз в період найбільших концертів британського турне гурту на стадіоні «Вемблі». Критики негативно відгукувалися про альбом, називаючи його «скучним», «одноманітним», «солодким», «незрозумілим», «бездарним», «перевантаженим і перенасиченим спецефектами». Попри потік розгромних рецензій, альбом посів 10 позицію британського чарту ставши «золотим», а в США він посів лише 23 позицію.
Лицьову сторону обкладинки Flash Gordon розробила дизайн-студія Cream, а на зворотному боці — кадр з фінальної сцени фільму «Флеш Гордон». Особливістю Flash Gordon було те, що вокал Мерк'юрі був сильно обмежений: із 18 пісень лише 2 були заспівані Фредді («Flash's Theme» і «The Hero»). Решта треків — інструментали. Якщо у фільмі музичний супровід часто втрачався і «тонув» в репліках героїв, то на платівці на перший план вийшла сама музика. Головна тема альбому — боротьба добра (в особі Флеша) зі злом (в особі злісного правителя Мінга). Відповідно постійно чергуються музичні теми головних персонажів фільму — Флеша і Мінга. Щоб підкреслити фантастичний жанр фільму, Queen використовували синтезатори частіше, ніж в попередньому альбомі The Game. Майже в кожному треку синтезатор виступає в ролі ведучого інструменту, і, тому деякі частини альбому за звучанням нагадують Берлінську трилогію Девіда Бові. Однак в той час як ці альбоми стали класикою і зразками для наслідування, альбом Flash Gordon так і залишився «білою вороною» в дискографії Queen. Частково помилка гурту полягала в тому, що вони випустили саундтрек як повноцінний альбом Queen, а не як музичну тему до фільму.

## Список композицій
| Сторона «А» | Сторона «А»                                         | Сторона «А»                   | Сторона «А» |
| #           | Назва                                               | Автор                         | Тривалість  |
| ----------- | --------------------------------------------------- | ----------------------------- | ----------- |
| 1.          | «Flash's Theme»                                     | Браян Мей                     | 3:30        |
| 2.          | «In the Space Capsule (The Love Theme)»             | Роджер Тейлор                 | 2:21        |
| 3.          | «Ming's Theme (In the Court of Ming the Merciless)» | Фредді Мерк'юрі               | 2:53        |
| 4.          | «The Ring (Hypnotic Seduction of Dale)»             | Фредді Мерк'юрі               | 0:58        |
| 5.          | «Football Fight»                                    | Фредді Мерк'юрі               | 1:29        |
| 6.          | «In the Death Cell (Love Theme Reprise)»            | Роджер Тейлор                 | 2:26        |
| 7.          | «Execution of Flash»                                | Джон Дікон                    | 1:06        |
| 8.          | «The Kiss (Aura Resurrects Flash)»                  | Фредді Мерк'юрі, Говард Блейк | 1:47        |

| Сторона «Б» | Сторона «Б»                                         | Сторона «Б»              | Сторона «Б» |
| #           | Назва                                               | Автор                    | Тривалість  |
| ----------- | --------------------------------------------------- | ------------------------ | ----------- |
| 1.          | «Arboria (Planet of the Tree Men)»                  | Джон Дікон               | 1:41        |
| 2.          | «Escape from the Swamp»                             | Роджер Тейлор            | 1:44        |
| 3.          | «Flash to the Rescue»                               | Браян Мей                | 2:47        |
| 4.          | «Vultan's Theme (Attack of the Hawk Men)»           | Фредді Мерк'юрі          | 1:15        |
| 5.          | «Battle Theme»                                      | Браян Мей                | 2:20        |
| 6.          | «The Wedding March» («Bridal Chorus»)               | Ріхард Вагнер, Браян Мей | 0:56        |
| 7.          | «Marriage of Dale and Ming (And Flash Approaching)» | Браян Мей, Роджер Тейлор | 2:04        |
| 8.          | «Crash Dive on Mingo City»                          | Браян Мей                | 1:01        |
| 9.          | «Flash's Theme Reprise (Victory Celebrations)»      | Браян Мей                | 1:39        |
| 10.         | «The Hero»                                          | Браян Мей, Говард Блейк  | 3:31        |

| Бонус-треки (1991 «Hollywood Records» CD перевидання) | Бонус-треки (1991 «Hollywood Records» CD перевидання) | Бонус-треки (1991 «Hollywood Records» CD перевидання) | Бонус-треки (1991 «Hollywood Records» CD перевидання) |
| #                                                     | Назва                                                 | Автор                                                 | Тривалість                                            |
| ----------------------------------------------------- | ----------------------------------------------------- | ----------------------------------------------------- | ----------------------------------------------------- |
| 19.                                                   | «Flash's Theme» (1991 ремікс Місти Лавжа)             | Браян Мей                                             | 6:43                                                  |

| 2011 бонус EP | 2011 бонус EP                                                 | 2011 бонус EP   | 2011 бонус EP |
| #             | Назва                                                         | Автор           | Тривалість    |
| ------------- | ------------------------------------------------------------- | --------------- | ------------- |
| 1.            | «Flash» (сингл-версія)                                        | Браян Мей       | 2:48          |
| 2.            | «The Hero» (жовтень 1980)                                     | Браян Мей       | 2:55          |
| 3.            | «The Kiss» (рання версія, березень 1980)                      | Фредді Мерк'юрі | 1:11          |
| 4.            | «Football Fight» (рання версія, без синтезаторів, лютий 1980) | Фредді Мерк'юрі | 1:55          |
| 5.            | «Flash» (виступ у Монреалі, листопад 1981)                    | Браян Мей       | 2:12          |
| 6.            | «The Hero» (виступ у Монреалі, листопад 1981)                 | Браян Мей       | 1:48          |

| 2011 iTunes бонус-відео | 2011 iTunes бонус-відео                           | 2011 iTunes бонус-відео | 2011 iTunes бонус-відео |
| #                       | Назва                                             | Автор                   | Тривалість              |
| ----------------------- | ------------------------------------------------- | ----------------------- | ----------------------- |
| 7.                      | «Flash/The Hero» (виступ у Morumbi Stadium, 1981) | Браян Мей               | 3:28                    |
| 8.                      | «Flash» (альтернативне промо)                     | Браян Мей               | 3:17                    |
| 9.                      | «Flash» (промо-відео, 2003)                       | Браян Мей               | 3:17                    |

## Кліпи до альбому
1. «Flash's Theme» — відеокліп до пісні зняв режисер Дон Норман. Знімання відбувалося в листопаді 1980 року на студії «Anvil Studios». У кліпі використовували синглову версію пісні «Flash». Відеокліп складається з кадрів фільму «Флеш Гордон» і знімання гурту в студії.

## Учасники запису
Queen
- Фредді Мерк'юрі — головний і бек- вокали, синтезатори, піаніно, клавішні
- Браян Мей — соло-гітара, бек-вокал, синтезатори, піаніно у «Flash's Theme» і «The Hero», головний вокал у «Flash's Theme», оркестрова гітара у «The Wedding March»
- Роджер Тейлор — ударні, литаври, бек-вокал, синтезатори
- Джон Дікон — бас-гітара, гітара, синтезатори

Додатковий персонал
- Говард Блейк — додаткове оркестрове аранжування

## Чарти

### Тижневі чарти
| Чарт (1980–81)                   | Позиція |
| -------------------------------- | ------- |
| Австрійський чарт альбомів Chart | 1       |
| Канадський чарт альбомів         | 10      |
| Нідерландський чарт альбомів     | 7       |
| Німецький чарт альбомів          | 2       |
| Норвезький чарт альбомів         | 25      |
| Шведський чарт альбомів          | 29      |
| Британський чарт альбомів        | 10      |
| США (Billboard 200)              | 23      |

### Чарти на кінець року
| Чарт (1981)                | Позиція |
| -------------------------- | ------- |
| Австрійський чарт альбомів | 13      |
| Німецький чарт альбомів    | 15      |

## Сертифікації
| Країна                                                  | Сертифікація | Продано  |
| ------------------------------------------------------- | ------------ | -------- |
| Польща (ZPAV)                                           | Золото       | 10,000*  |
| Велика Британія (BPI)                                   | Золото       | 100,000^ |
| * Дані про продажі, засновані тільки на сертифікації    |              |          |
| ^ Дані про постачання, засновані тільки на сертифікації |              |          |